# Japan Soccer League 1968
La stagione 1968 è stata la quarta edizione della Japan Soccer League, massimo livello del campionato giapponese di calcio.

## Avvenimenti

### Antefatti
Nel precampionato, il torneo non subì nessuna modifica di rilievo in termini di regolamenti a parte la qualificazione, per la squadra vincitrice, alla seconda edizione del campionato d'Asia per club.

### Il campionato
La prima gara del campionato si giocò il 13 aprile: a mettersi in evidenza fu il Toyo Kogyo, che arrivò al 23 giugno (data in cui era programmata l'ultima gara del girone di andata) in testa alla classifica, inseguito da uno Yanmar Diesel in crescita (al termine della stagione Kunishige Kamamoto vincerà per la prima volta il titolo di capocannoniere del torneo) e capace di prevalere nello scontro diretto. Durante il girone di ritorno, giocato tra il 9 novembre e il 22 dicembre, le due principali pretendenti al titolo totalizzarono nove punti consentendo al Toyo Kogyo di fregiarsi del quarto titolo consecutivo e di potersi qualificare al campionato d'Asia per club.
Molto più accesa fu la lotta per l'assegnazione dei posti validi in Coppa dell'Imperatore: qualificatisi da tempo Toyo Kogyo e Yanmar Diesel, sfoderando nel girone di ritorno un rendimento da capolista il Mitsubishi Heavy Industries ottenne la qualificazione per il torneo nazionale, mentre lo Yawata Steel raggiunse il Furukawa Electric grazie alla vittoria nello scontro diretto, risultando quarto grazie alla migliore differenza reti. Sul fondo della classifica, il Nagoya Bank ottenne la sua prima salvezza sul campo; vincendo i play-off si misero al riparo dalla retrocessione l'Hitachi Head Office e il Nippon Kokan, che per il secondo anno consecutivo beneficiò della regola che prevedeva, in caso di parità, la permanenza di entrambe le contendenti nella rispettiva serie.

## Squadre

### Profili
| Club partecipanti   | Club partecipanti | Città      | Stagione 1967                                           |
| ------------------- | ----------------- | ---------- | ------------------------------------------------------- |
| Furukawa Electric   | dettagli          | Ichihara   | 2° in Japan Soccer League                               |
| Hitachi Head Office | dettagli          | Koganei    | 6° in Japan Soccer League                               |
| Mitsubishi HI       | dettagli          | Saitama    | 3° in Japan Soccer League                               |
| Nagoya Bank         | dettagli          | Nagoya     | 1° in All Japan Senior Football Championship (promosso) |
| Nippon Kokan        | dettagli          | Kawasaki   | 7° in Japan Soccer League                               |
| Toyo Kogyo          | dettagli          | Hiroshima  | Campione del Giappone                                   |
| Yanmar Diesel       | dettagli          | Osaka      | 5° in Japan Soccer League                               |
| Nippon Steel        | dettagli          | Kitakyūshū | 4° in Japan Soccer League                               |

### Allenatori
| Club                | Allenatore          |
| ------------------- | ------------------- |
| Furukawa Electric   | Takeshi Sakurai     |
| Hitachi Head Office | Kotaro Hattori      |
| Mitsubishi HI       | Hiroshi Ninomiya    |
| Nagoya Bank         | Sconosciuto         |
| Nippon Kokan        | Susumi Chida        |
| Toyo Kogyo          | Yukio Shimomura     |
| Yanmar Diesel       | Kenji Onitake       |
| Nippon Steel        | Tadashige Teranishi |

## Classifica finale
|                     | Pos. | Squadra             | Pt | G  | V  | N | P  | GF | GS | DR  |
| ------------------- | ---- | ------------------- | -- | -- | -- | - | -- | -- | -- | --- |
| Giappone (bandiera) | 1.   | Toyo Kogyo          | 21 | 14 | 10 | 1 | 3  | 31 | 11 | +20 |
|                     | 2.   | Yanmar Diesel       | 19 | 14 | 7  | 5 | 2  | 29 | 18 | +11 |
|                     | 3.   | Mitsubishi HI       | 18 | 14 | 7  | 4 | 3  | 25 | 18 | +11 |
|                     | 4.   | Nippon Steel        | 17 | 14 | 7  | 3 | 4  | 32 | 19 | +13 |
|                     | 5.   | Furukawa Electric   | 17 | 14 | 7  | 3 | 4  | 24 | 17 | +7  |
|                     | 6.   | Nagoya Bank         | 9  | 14 | 3  | 3 | 8  | 17 | 25 | -8  |
|                     | 7.   | Hitachi Head Office | 8  | 14 | 3  | 2 | 9  | 17 | 31 | -14 |
|                     | 8.   | Nippon Kokan        | 3  | 14 | 0  | 3 | 11 | 10 | 46 | -36 |

Legenda:

         Campione del Giappone e qualificato al Campionato d'Asia per club 1969
         Ammessa in Coppa dell'Imperatore 1967
Note:
Due punti a vittoria, uno a pareggio, zero a sconfitta.
Yawata Steel ottiene la qualificazione in Coppa dell'Imperatore 1967 grazie alla miglior differenza reti rispetto al Furukawa Electric

## Risultati

### Tabellone
|                     | Toy  | Yan  | MHI  | Yaw  | Fur  | Nag  | Hit  | Nkk  |
| ------------------- | ---- | ---- | ---- | ---- | ---- | ---- | ---- | ---- |
| Toyo Kogyo          | –––– | 1-3  | 1-0  | 2-1  | 2-1  | 4-1  | 4-0  | 7-0  |
| Yanmar Diesel       | 0-0  | –––– | 2-1  | 2-2  | 1-1  | 3-1  | 2-3  | 2-0  |
| Mitsubishi HI       | 2-0  | 1-1  | –––– | 3-2  | 0-3  | 3-3  | 2-2  | 3-0  |
| Yawata Steel        | 0-1  | 5-3  | 2-2  | –––– | 1-1  | 2-1  | 3-0  | 6-0  |
| Furukawa Electric   | 3-2  | 0-2  | 0-2  | 1-3  | –––– | 2-0  | 2-1  | 4-1  |
| Nagoya Bank         | 0-2  | 2-2  | 1-2  | 3-1  | 0-1  | –––– | 2-0  | 1-0  |
| Hitachi Head Office | 0-2  | 1-3  | 1-2  | 0-1  | 0-3  | 1-0  | –––– | 5-2  |
| Nippon Kokan        | 0-3  | 0-3  | 0-2  | 0-3  | 2-2  | 2-2  | 3-3  | –––– |

### Spareggi promozione/salvezza
|                     |     |                     | Città e data               |
| ------------------- | --- | ------------------- | -------------------------- |
| Nippon Kokan        | 1-0 | Toyota Motors       | Fujisawa, 27 dicembre 1968 |
| Hitachi Head Office | 1-0 | Urawa Club          | Kemigawa, 29 dicembre 1968 |
|                     |     |                     |                            |
| Urawa Club          | 2-3 | Hitachi Head Office | Urawa, 5 gennaio 1969      |
| Toyota Motors       | 1-0 | Nippon Kokan        | Nagoya, 8 gennaio 1969     |

## Statistiche

### Classifiche di rendimento
| \| Andata \| Andata \| Ritorno \| Ritorno \| \| \| \| \| \| \| Toyo Kogyo \| 12 \| Mitsubishi HI \| 12 \| \| Yanmar Diesel \| 10 \| Yawata Steel \| 10 \| \| Furukawa Electric \| 10 \| Toyo Kogyo \| 9 \| \| Yawata Steel \| 7 \| Yanmar Diesel \| 9 \| \| Mitsubishi HI \| 6 \| Furukawa Electric \| 7 \| \| Nagoya Bank \| 5 \| Hitachi Head Office \| 5 \| \| Hitachi Head Office \| 3 \| Nagoya Bank \| 4 \| \| Nippon Kokan \| 0 \| Nippon Kokan \| 3 \| |        |                     |         |
| Andata | Andata | Ritorno             | Ritorno |
| |        |                     |         |
| Toyo Kogyo | 12     | Mitsubishi HI       | 12      |
| Yanmar Diesel | 10     | Yawata Steel        | 10      |
| Furukawa Electric | 10     | Toyo Kogyo          | 9       |
| Yawata Steel | 7      | Yanmar Diesel       | 9       |
| Mitsubishi HI | 6      | Furukawa Electric   | 7       |
| Nagoya Bank | 5      | Hitachi Head Office | 5       |
| Hitachi Head Office | 3      | Nagoya Bank         | 4       |
| Nippon Kokan | 0      | Nippon Kokan        | 3       |

### Primati stagionali
| Record - Maggior numero di vittorie: Toyo Kogyo (10) - Minor numero di sconfitte: Yanmar Diesel (2) - Miglior attacco: Yawata Steel (32) - Miglior difesa: Toyo Kogyo (11) - Miglior differenza reti: Toyo Kogyo (+20) - Maggior numero di pareggi: Yanmar Diesel (5) - Minor numero di pareggi: Toyo Kogyo (1) - Maggior numero di sconfitte: Nippon Kokan (11) - Minor numero di vittorie: Nippon Kokan (0) - Peggior attacco: Nippon Kokan (10) - Peggior difesa: Nippon Kokan (46) - Peggior differenza reti: Nippon Kokan (-36) |

### Classifica marcatori
| Gol |  |  | Giocatore          | Squadra       |
| --- |  |  | ------------------ | ------------- |
| 14  |  |  | Kunishige Kamamoto | Yanmar Diesel |
| 11  |  |  | Teruki Miyamoto    | Nippon Steel  |
| 8   |  |  | Yasuyuki Kuwahara  | Toyo Kogyo    |
| 7   |  |  | Takayuki Kuwata    | Toyo Kogyo    |
| 7   |  |  | Masaru Fujio       | Nippon Steel  |